# Пругавин, Виктор Степанович
Ви́ктор Степа́нович Пруга́вин (12 (24) января 1858, Архангельск — 14 (26) марта 1896, Москва) — российский экономист, земский статистик, либеральный народник.

## Биография
Родился в семье смотрителя народных училищ, его брат, Александр стал революционером-народником, публицистом, этнографом, историком, исследователем истории раскола Русской православной церкви, старообрядчества и сектантства.
Во второй половине 1870-х годов — студент Петровской земледельческой академии в Москве. По окончании курса в Петровской земледельческой академии в 1880 году занимался исследованием кустарных промыслов во Владимирской губернии. Собранный материал издан под названием «Промыслы Владимирской губернии» (М., 1882-84 гг.).
В 1884 году издал книгу «Сельская община, кустарные промыслы и земледельческое хозяйство Юрьевского уезда Владимирской губернии».
С 1884 по 1886 годы заведовал земскими статистическими работами в Екатеринославской губернии и частью им самим, частью под его руководством, были исследованы и обработаны статистические сведения по уездам Бахмутскому (1884), Славяносербскому (1884-1886) и Мариупольскому (1885-1880).
Работы Пругавина, как земского статистика, принадлежат к московскому типу (см. Земская статистика).
Сотрудничал во многих периодических изданиях, в особенности же много его статей по экономическим вопросам появилось в «Юридическом Вестнике», «Русских Ведомостях» и в «Русской Мысли».
В своих статистических трудах и статьях выступает убеждённым защитником общинного крестьянского землевладения.
Последние годы жизни находился на излечении в психиатрической лечебнице в Москве, где умер в 1896 году.

## Семья
Брат публициста-этнографа, исследователя старообрядчества А. С. Пругавина (1850—1920).

## Труды
- Сельская община, кустарные промыслы и земледельческое хозяйство Юрьевского уезда Владимирской губернии : Исслед. В. С. Пругавина. — М., 1884. — 397 с.